# Prees Higher Heath
Prees Higher Heath är en by i Shropshire distrikt i Shropshire grevskap i England. Byn är belägen 26 km 
från Shrewsbury. Orten har 1 207 invånare (2016).